# Стоуэлл, Белинда
Белинда Джозефин Мэрион Стоуэлл (англ. Belinda Josephine Marion Stowell; род. 28 мая 1971, Хараре, Зимбабве) — австралийская яхтсменка, выступающая в классе гоночных яхт 470. Участница трёх Олимпиад. В 2000 году завоевала золотые медали на Олимпийских играх.
Не замужем.

## Спортивная карьера
Парусным спортом занялась в возрасте 4 лет.
Впервые приняла участие в соревнованиях в возрасте 6 лет в 1977 году.
Первое выигранное соревнование в 1994 году.

## Статистика

### 470
До 2004 выступает с Армстронг, Дженни.
С 2011 выступает с Речичи, Элис.
| Соревнование/Год                   | 2000 | 2001 | 2004 | 2011 | 2012 |
| ---------------------------------- | ---- | ---- | ---- | ---- | ---- |
| Летние Олимпийские игры            | 1    | -    | 14   | -    | 7    |
| Чемпионат мира по парусному спорту | -    | -    | -    | 9    | -    |
| Чемпионат мира в классе 470        | 2    | 2    | -    | -    | -    |